# Дорс, Диана
Диана Дорс (при рождении Диана Мэри Флак, англ. Diana Dors, Diana Mary Fluck; 23 октября 1931, Суиндон — 4 мая 1984, Виндзор) — британская актриса и певица.

## Биография
Диана Мэри Флак родилась 23 октября 1931 года в английском городе Суиндон (Уилтшир). Окончила Лондонскую академию музыкального и драматического искусства. В возрасте 16 лет подписала контракт с кинокомпанией Rank Organisation.
В период с конца 1940-х до начала 1980-х годов Диана Дорс снялась в нескольких десятках фильмов в основном британского производства.
В 1981 году снялась в клипе «Prince Charming» английской рок-группы Adam and the Ants. С 1983 года появлялась в утреннем телешоу «TV-am».
4 мая 1984 года Диана Дорс умерла в больнице в Виндзоре от рака.

## Личная жизнь
В 1948 году Диана Дорс познакомилась с Майклом Кэборн-Уотерфилдом, с которым у них завязались близкие отношения, продлившиеся два года. После расставания Дорс и Кэборн-Уотерфилд остались добрыми друзьями.
Впервые Диана Дорс вышла замуж в 1951 году за Денниса Хамильтона. Деннис Хамильтон умер в 1959 году.
После смерти первого мужа в том же году в Нью-Йорке она вступила во второй брак с американским актёром Ричардом Доусоном. В этом браке у пары родились два сына, Марк и Гэри Доусоны. В 1966 году Диана и Ричард развелись.
Спустя два года третьим мужем Дианы стал английский актёр Алан Лейк, с которым она прожила в деревне Саннингдейл (Беркшир) до своей смерти в 1984 году. С Аланом у Дианы родился сын Джейсон.
Английский шоумен Боб Монкхаус утверждал, что был любовником Дианы.

## Интересные факты

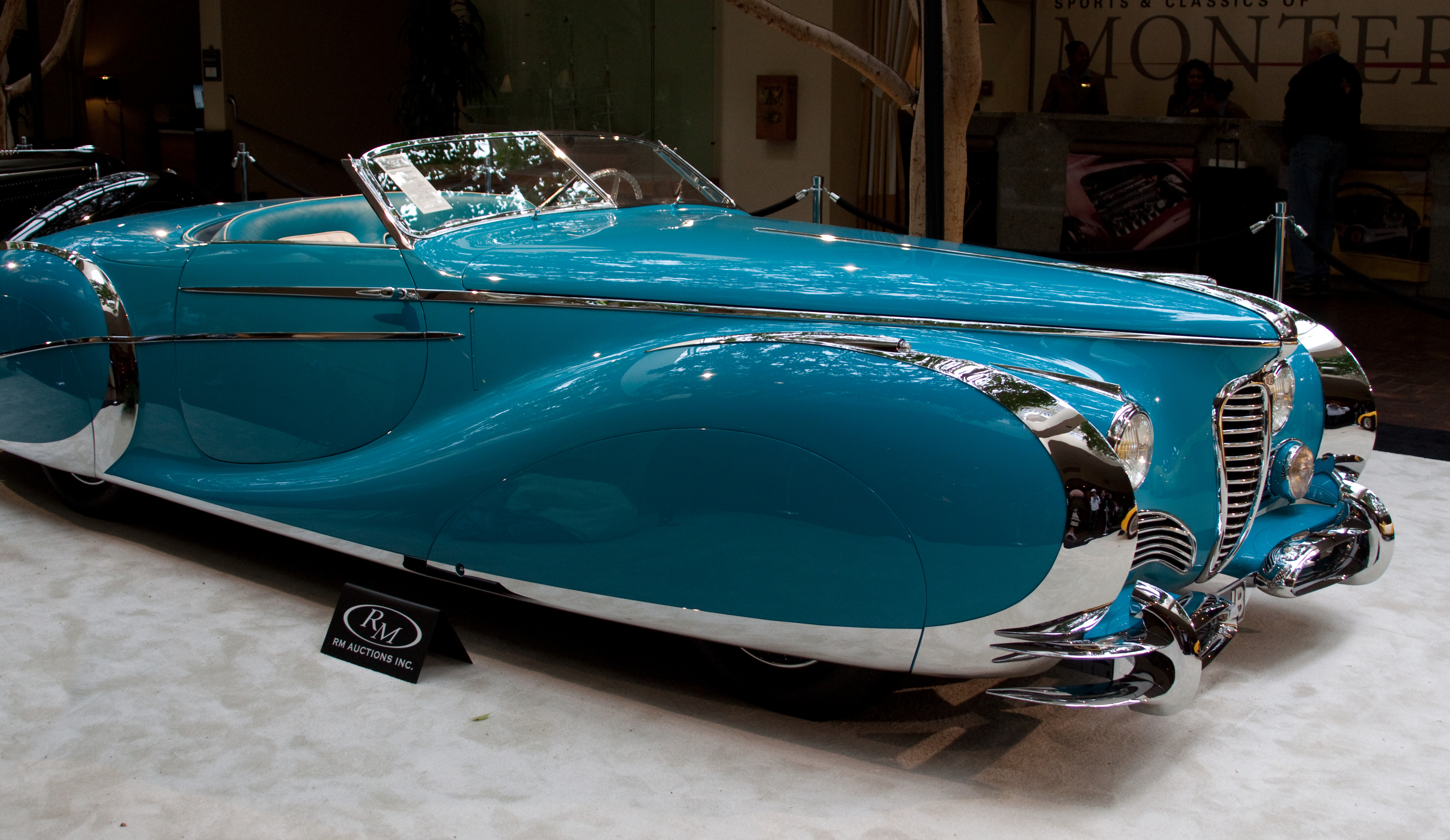
Delahaye 175S Дианы Дорс

В 1948 году один из поклонников подарил семнадцатилетней Диане автомобиль Delahaye 175S с заказным кузовом родстер от известного парижского ателье Saoutchik.
Диана изображена на обложке альбома «Sgt. Pepper’s Lonely Hearts Club Band» (1967) группы «The Beatles» и сборнике «Singles» группы «The Smiths» (1995).
Роль Дианы в биографическом телефильме «The Blonde Bombshell» (1999) сыграли английские актрисы Кили Хоус и Аманда Редман.
Первый и третий браки актрисы заключались в одном и том же месте — здании Кекстон-холл на пересечении улиц Палмер и Кекстон в Вестминстере.

## Фильмография

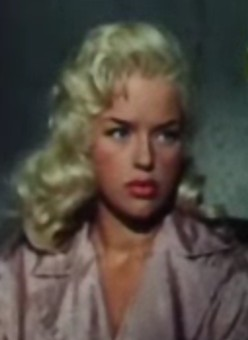
Диана Дорс на постере фильма «The Unholy Wife» (1957)

| - Магазин на Слай-корнер (1947) - Танец с преступником (1947) - Пенни и дело Поунолла (1948) - My Sister and I (1948) - А вот и Хаггеттсы (1948) - Календарь (1948) - Oliver Twist (1948) - Девочка для удовольствия (1948) - Vote for Huggett (1949) - It’s Not Cricket (1949) - Diamond City (1949) - Dance Hall (1950) - Worm's Eye View (1951) - Lady Godiva Rides Again (1951) - Последняя страница (1952; в американском прокате Приманка для мужчин) - My Wife's Lodger (1952) - The Great Game (1953) - Is Your Honeymoon Really Necessary? (1953) - The Saint's Return (1953) - It's a Grand Life (1953) - The Weak and the Wicked (1954) - Цена денег (1955) - Miss Tulip Stays the Night (1955) - Аллигатор по имени Дэйзи (1955) - A Kid for Two Farthings (1955) - As Long as They're Happy (1955) - Yield to the Night (1956) - The Unholy Wife (1957) - The Long Haul (1957) - Tread Softly Stranger (1958) - The Love Specialist (1958) (или La ragazza del palio) - Passport to Shame (1958) - I Married a Woman (1958) | - Запах тайны (1960) (также известен как Каникулы в Испании) - On the Double (1961) - The Big Bankroll (1961) - Mrs. Gibbons' Boys (1962) - West 11 (1963) - The Counterfeit Constable (1964) - Allez France! (1964) (в советском прокате Вперед, Франция!, камео) - The Sandwich Man (1966) - Berserk! (1967) - Danger Route (1967) - Baby Love (1968) - Hammerhead (1968) - Deep End (1970) - There's a Girl in My Soup (1970) - Hannie Caulder (1971) - The Pied Piper (1972) - Nothing But the Night (1973) - The Amazing Mr. Blunden (1972) - Steptoe and Son Ride Again (1973) - Theatre of Blood (1973) - From Beyond the Grave (1973) - Craze (1974) - The Amorous Milkman (1975) - Bedtime with Rosie (1975) - What the Swedish Butler Saw (1975) (также A Man with a Maid или Champagnegalopp) - Adventures of a Taxi Driver (1976) - Keep It Up Downstairs (1976) - Adventures of a Private Eye (1977) - Confessions from the David Galaxy Affair (1979) - Steaming (1984) |

## Роли на телевидении
- 1963 год: в эпизоде «Run For Doom» телесерии «Альфред Хичкок представляет».
- 1981 год: в роли Тимандры в постановке шекспировской пьесы «Тимон Афинский».